# Illes Blasket
Les illes Blasket (Na Blascaodaí en gaèlic irlandès; etimologia incerta que podria derivar del mot nòrdic brasker, «lloc perillós») és un arxipèlag situat davant la costa occidental d'Irlanda. Formen part del Comtat de Kerry. Fins al 1953 fou habitat per una població completament irlandòfona i ara forma part de la Gaeltacht. Els habitants en foren evacuats a la terra ferma el 17 de novembre del 1953. Molts dels seus descendents viuen actualment a Springfield (Massachusetts), mentre que alguns dels antics habitants encara viuen a la península de Dingle, des d'on es veu la seva antiga llar.
Els illencs foren objecte d'una intensa recerca antropològica i lingüística de la fi del segle xix, especialment la duta a terme per escriptors i lingüistes com ara Robin Flower, George Derwent Thomson i Kenneth H. Jackson. Gràcies a l'encoratjament d'aquestes i altres persones, els illencs escrigueren una sèrie de llibres que recullen molta informació sobre les tradicions i l'estil de vida a les illes. Aquests llibres inclouen An tOileánach («L'illenc») de Tomás Ó Criomhthain, Peig de Peig Sayers i Fiche Blian ag Fás («Vint anys creixent») de Muiris Ó Súilleabháin.